# ネッド・スケルドン・スタジアム
ネッド・スケルドン・スタジアム（Ned Skeldon Stadium）、は、アメリカ合衆国のオハイオ州モーミーにあった野球場。1965年から2002年までトレド・マッドヘンズが使用していた。

## 歴史
1965年、「ルーカス・カウンティ・スタジアム」として開場。
1988年、同年死去したネッド・スケルドン氏の功績を讃え、「ネッド・スケルドン・スタジアム」に改名。
2002年、マッドヘンズがフィフス・サード・フィールドに移転したため、閉場となった。